# Макатир, Кейси
Кейси Иан Макатир (англ. Kasey Ian McAteer; род. 22 ноября 2001, Нортгемптон, Восточный Мидленд) — ирландский футболист английского происхождения, атакующий полузащитник клуба «Лестер Сити» и национальной сборной Ирландии.

## Клубная карьера
Макатир присоединился к академии «Лестер Сити» в возрасте восьми лет. 12 декабря 2021 года дебютировал в Премьер-лиге, заменив Джеймса Мэддисона на 88-й минуте в победном матче против «Ньюкасл Юнайтед» (4:0).
28 января 2022 года Макатир на правах аренды присоединился к клубу «Форест Грин Роверс» из Лиги 2 до конца сезона 2021/2022. Он дебютировал в матче против «Порт Вейла» (1:1) 1 февраля 2022 года.
31 января 2023 года Макатир присоединился к «Уимблдону» на правах аренды сроком на шесть месяцев. 10 апреля он забил свой первый гол за клуб в проигрышном матче против «Солфорд Сити» (2:3).
После вылета «Лестера» в Чемпионшип новый менеджер Энцо Мареска дал Макатиру его первый матч в стартовом составе основной команды в первом победном матче сезона 6 августа 2023 года против «Ковентри Сити» (2:1). 26 августа он забил свой первый гол в Чемпионшипе за «Лестер» в выездной победе в ворота «Ротерхэм Юнайтед» (2:1). Он забил оба гола.

## Карьера за сборную
Родившийся в Англии, его бабушка по материнской линии была из Оффали, а дедушка по материнской линии был из Белфаста. 29 августа 2024 года был вызван в национальную сборную Ирландии на предстоящие игры против Англии и Греции, после завершения оформления документов и получения разрешения ФИФА. Макатир дебютировал 7 сентября 2024 года в игре Лиги Наций против Англии на стадионе «Авива». На 75-й минуте заменил Адама Айда, а англичане выиграли со счетом 2:0.

## Статистика

### Клубная
| Клуб                        | Сезон      | Лига         | Лига  | Лига | Кубок Англии | Кубок Англии | Кубок лиги | Кубок лиги | Другое | Другое | Итог  | Итог |
| Клуб                        | Сезон      | Дивизион     | Матчи | Голы | Матчи        | Голы         | Матчи      | Голы       | Матчи  | Голы   | Матчи | Голы |
| --------------------------- | ---------- | ------------ | ----- | ---- | ------------ | ------------ | ---------- | ---------- | ------ | ------ | ----- | ---- |
| Лестер Сити                 | 2020/21    | —            | —     | —    | —            | —            | —          | —          | 4      | 0      | 4     | 0    |
| Лестер Сити                 | 2021/22    | —            | —     | —    | —            | —            | —          | —          | 3      | 0      | 3     | 0    |
| Лестер Сити                 | 2022/23    | —            | —     | —    | —            | —            | —          | —          | 2      | 0      | 2     | 0    |
| Лестер Сити                 | Итог       | Итог         | —     | —    | —            | —            | —          | —          | 9      | 0      | 9     | 0    |
| Лестер Сити                 | 2021/22    | Премьер-лига | 1     | 0    | 1            | 0            | 0          | 0          | 0      | 0      | 2     | 0    |
| Лестер Сити                 | 2022/23    | Премьер-лига | 0     | 0    | 1            | 0            | 1          | 0          | —      | —      | 2     | 0    |
| Лестер Сити                 | 2023/24    | Чемпионшип   | 23    | 6    | 1            | 0            | 2          | 1          | —      | —      | 26    | 7    |
| Лестер Сити                 | 2024/25    | Премьер-лига | 11    | 0    | 2            | 0            | 3          | 0          | —      | —      | 16    | 0    |
| Лестер Сити                 | Итог       | Итог         | 35    | 6    | 5            | 0            | 6          | 1          | 0      | 0      | 46    | 7    |
| Форест Грин Роверс (аренда) | 2021/22    | Лига 2       | 9     | 0    | —            | —            | —          | —          | —      | —      | 9     | 0    |
| Уимблдон (аренда)           | 2022/23    | Лига 2       | 18    | 1    | —            | —            | —          | —          | —      | —      | 18    | 1    |
| Общий итог                  | Общий итог | Общий итог   | 62    | 7    | 5            | 0            | 6          | 1          | 9      | 0      | 82    | 8    |

1. 1 2 3  Матчи в Трофее Английской футбольной лиги

### Международная
| Сборная  | Год  | Матчи | Голы |
| -------- | ---- | ----- | ---- |
| Ирландия | 2024 | 4     | 0    |
| Итог     | Итог | 4     | 0    |

## Достижения
«Форест Грин Роверс»
- Чемпион Лиги 2: 2021/22[17]

«Лестер Сити»
- Победитель Чемпионшипа: 2023/24[18]